# Robocoaster

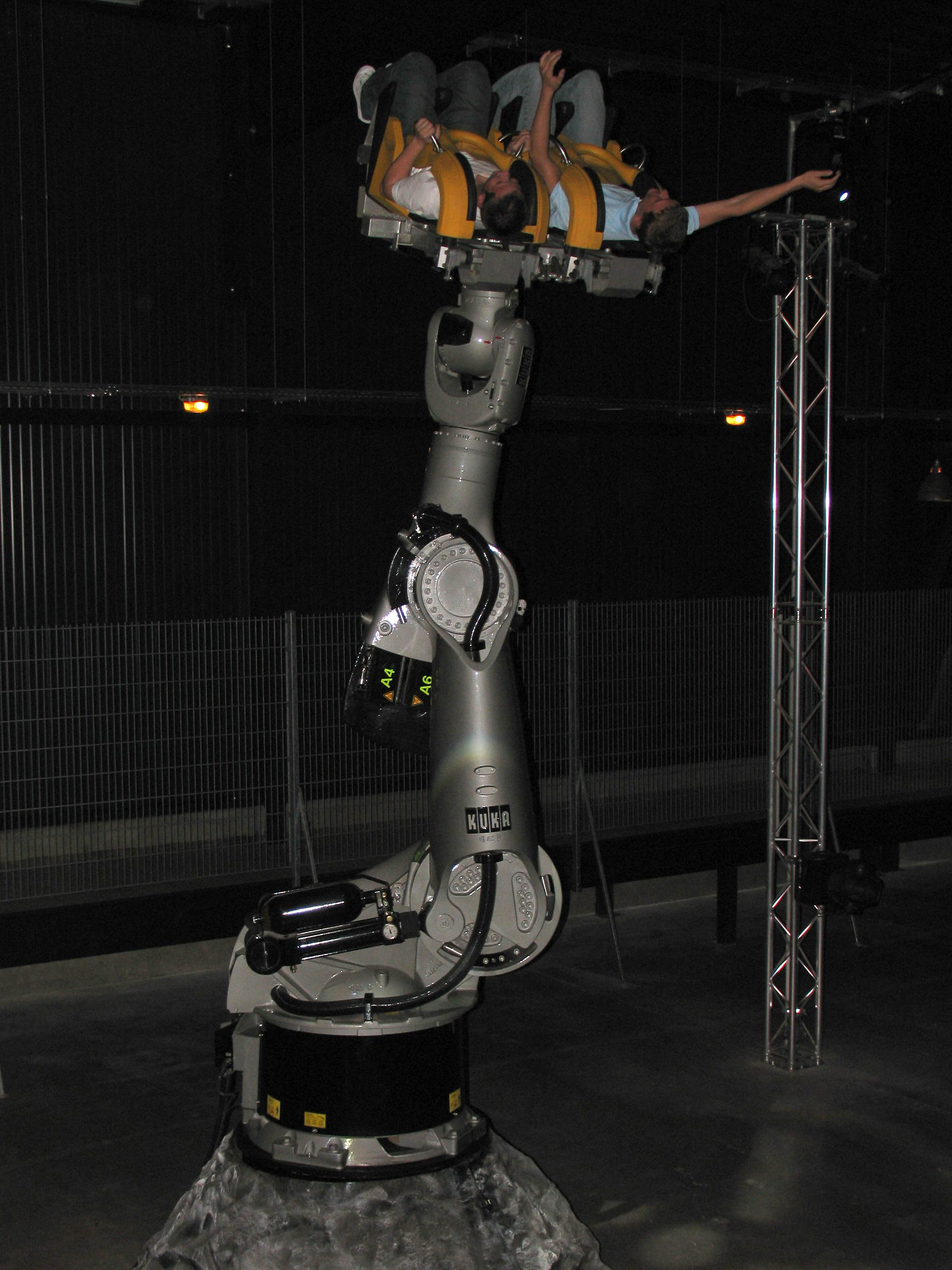
Robocoaster HERO Factory im Legoland Deutschland

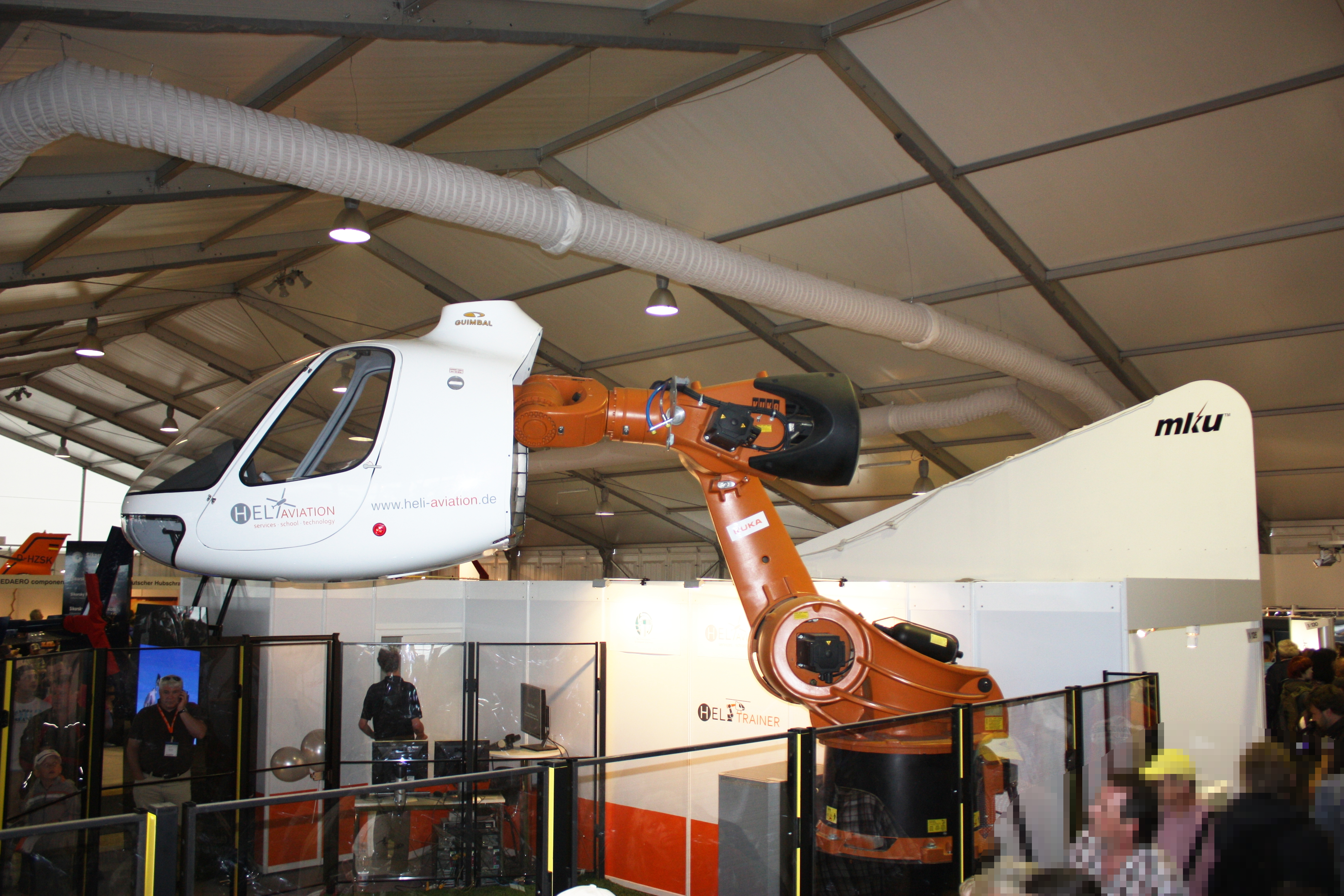
Hubschrauber-Flugsimulator zur Simulation des Schwebens und der Landung; an einem 6-achsigen Schwerlastroboter vom Typ KR500 der Firma KUKA Roboter

Ein Robocoaster bezeichnet einen als Fahrgeschäft modifizierten Industrieroboter des Herstellers KUKA Roboter GmbH. Anstelle eines Werkzeuges ist am Arm des Roboters ein Doppelsitz für zwei Mitfahrer befestigt.
Der Robocoaster ist der weltweit einzige sechsachsige Gelenkarmroboter, der offiziell für den Personentransport im Rahmen eines Fahrgeschäftbetriebes gemäß DIN 4112 bzw. EN 13814 Fliegende Bauten zugelassen ist.
Er ist aus dem Schwerlastroboter KR500 für Industrieanwendungen entstanden, der 500 kg an der Roboterhand bewegen kann. Durch die sechs Gelenke ist das Gerät in der Lage, verschiedenste Roll-, Nick- und Gierbewegungen auszuführen. Die Fahrgäste sitzen, gesichert durch Überschulterbügel, mit freihängenden Beinen in Sitzen, die denen von Hängeachterbahnen gleichen. Zum Ein- und Aussteigen werden die Sitze vom Roboterarm an eine vor- und zurückführbare, erhöhte Einstiegsplattform bewegt.
Neben fest vorgegebenen Fahrprogrammen ist es möglich, das Fahrgeschäft mit einem vom Passagier individuell zusammengestellten Ablauf zu betreiben. Die Fahrgäste können sich das Programm, aufgeteilt nach verschiedenen Intensitätsstufen, auf einem Programmierterminal mit Touchscreen selbst zusammenstellen.
Es können nicht nur Dynamik und Geschwindigkeit ausgewählt werden, sondern auch Art und Kombination der Dreh- und Schwenkbewegungen.
Diese weitreichende Flexibilität erlaubt es vor allem Fahrsimulationen aller Art naturgetreu zu realisieren. Am Lehrstuhl für Mechanik und Robotik der Uni Duisburg-Essen wird derzeit an einer visuellen Ergänzung zur Bewegungswahrnehmung gearbeitet. Das Ziel dieser Forschungsarbeit ist vor allem das subjektive Fahrempfinden von Fahrgästen bereits bei der Planung von Fahrgeschäften wie Achterbahnen zu berücksichtigen. Zum anderen können auch Schwerlastbagger, Helikopter oder andere Großgeräte simuliert werden und somit die Schulung von Arbeitskräften, Piloten etc. günstiger und sicherer gestalten.
Die erste Anlage dieser Art mit 10 Roboterarmen wurde 2003 im Legoland Billund, Dänemark, eröffnet. In den folgenden Jahren wurden vergleichbare Anlagen auch im Legoland Deutschland und Kalifornien gebaut. Mittlerweile gibt es weltweit zahlreiche Anlagen in Freizeitparks, Einkaufszentren und Museen. In dem 2010 eröffneten Fahrgeschäft Harry Potter and the Forbidden Journey in Universal Islands Of Adventure in Orlando wurden erstmals 47 Robocoaster auf einem Endlosfahrsystem angebracht. Eine weitere Anlage mit dem Robocoaster wurde am 15. Juli 2014 in Osaka, Japan als Teil der Wizarding World of Harry Potter in Betrieb genommen. Ein weiteres Fahrgeschäft Harry Potter and the Forbidden Journey wurde am 7. April 2016 eröffnet und befindet sich in den Universal Studios in Hollywood.

## Standorte Robocoaster
| Attraktion                             | Park                             | Land               | Eröffnung |
| -------------------------------------- | -------------------------------- | ------------------ | --------- |
| Harry Potter and the Forbidden Journey | Universal Studios Japan          | Japan              | 2014      |
| Danse avec les robots                  | Futuroscope                      | Frankreich         | 2006      |
| Harry Potter and the Forbidden Journey | Universal's Islands of Adventure | Vereinigte Staaten | 2010      |
| Power Builder                          | Legoland Deutschland             | Deutschland        | 2004      |
| Knights' Tournament                    | Legoland California              | Vereinigte Staaten | 2005      |
| Power Builder                          | Legoland Billund                 | Dänemark           | 2003      |
| The Sum of all Thrills                 | Epcot, Walt Disney World         | Vereinigte Staaten | 2009      |
| Harry Potter and the Forbidden Journey | Universal Studios Hollywood      | Vereinigte Staaten | 2016      |

## Etymologie
Das Kunstwort "Robocoaster" wurde gebildet aus robot (englisch für Roboter) und coaster (englische Kurzform von Roller coaster, Achterbahn). Die Anspielung auf Achterbahn wurde verwendet, weil das Fahrerlebnis einer Achterbahnfahrt gleichen soll.
Robocoaster ist als Warenzeichen eingetragen und somit gesetzlich geschützt.

## Technische Daten
Das Fahrgeschäft ist für Körpergrößen zwischen 1,20 und 1,95 m ausgelegt. Es hat ein Gesamtgewicht von 5,1 t, benötigt eine Stellfläche mit 11,9 m Durchmesser und 6,75 m Mindesthöhe und lässt sich auch unter freiem Himmel einsetzen. Die Anschlussleistung beträgt 13,5 kVA. Zum Betrieb wird eine 400 V/32 A Stromversorgung benötigt.
Mit einem sogenannten Lastverteiler mit acht Strahlen ("Spinne") ist es möglich, das Gerät ohne Fundament und Beschädigung des Bodens aufzubauen und zu betreiben. Mobile Fahrgeschäfte können in einem 40-Fuß-Container transportiert werden.